# HD 36780
HD 36780，又名BD-01 950，SAO 132270、HR 1874，是一颗恒星，视星等为5.93，位于銀經205.2，銀緯-17.84，其B1900.0坐标为赤經5h 29m 0.2s，赤緯-1° -17.84′ 19″。